# Dollar, Skottland
Dollar är en ort i Storbritannien.   Den ligger i kommunen Clackmannanshire och riksdelen Skottland, i den norra delen av landet, 600 km norr om huvudstaden London. Dollar ligger 45 meter över havet och antalet invånare är 2 845.
Terrängen runt Dollar är kuperad åt nordväst, men åt sydost är den platt. Runt Dollar är det ganska tätbefolkat, med 65 invånare per kvadratkilometer. Närmaste större samhälle är Alloa, 9,0 km sydväst om Dollar. Trakten runt Dollar består i huvudsak av gräsmarker.